# Hydronaphis colocasiae
Hydronaphis colocasiae är en insektsart. Hydronaphis colocasiae ingår i släktet Hydronaphis och familjen långrörsbladlöss. Inga underarter finns listade i Catalogue of Life.